# Leichtathletik-Hallenweltmeisterschaften 2001
Die 8. Leichtathletik-Hallenweltmeisterschaften fanden vom 9. bis 11. März 2001 in Lissabon statt. Die Wettbewerbe wurden im Pavilhão Atlântico ausgetragen.

## Männer

### 60 m
| Platz | Athlet               | Land | Zeit (s)  |
| ----- | -------------------- | ---- | --------- |
| 1     | Tim Harden           | USA  | 6,44      |
| 2     | Tim Montgomery       | USA  | 6,46 (PB) |
| 3     | Mark Lewis-Francis   | GBR  | 6,51 (PB) |
| 4     | Freddy Mayola        | CUB  | 6,55      |
| 5     | Matthew Shirvington  | AUS  | 6,55      |
| 6     | Tim Goebel           | GER  | 6,59      |
| 7     | Georgios Theodoridis | GRE  | 6,60      |
|       | Deji Aliu            | NGR  | DQ        |

Datum: 11. März, 17:40 Uhr
Deji Aliu wurde wegen zwei Fehlstarts disqualifiziert.

### 200 m
| Platz | Athlet               | Land | Zeit (s) |
| ----- | -------------------- | ---- | -------- |
| 1     | Shawn Crawford       | USA  | 20,63    |
| 2     | Christian Malcolm    | GBR  | 20,76    |
| 3     | Patrick van Balkom   | NED  | 20,96    |
| 4     | Christopher Williams | JAM  | 21,12    |
| 5     | Allyn Condon         | GBR  | 21,69    |
| 6     | Kevin Little         | USA  | DNS      |

Datum: 10. März, 18:05 Uhr

### 400 m
| Platz | Athlet          | Land | Zeit (s) |
| ----- | --------------- | ---- | -------- |
| 1     | Daniel Caines   | GBR  | 46,40    |
| 2     | Milton Campbell | USA  | 46,45    |
| 3     | Danny McFarlane | JAM  | 46,74    |
| 4     | David Canal     | ESP  | 46,99    |
| 5     | Mark Hylton     | GBR  | 47,03    |
|       | James Davis     | USA  | DNF      |

Datum: 11. März, 15:25 Uhr

### 800 m
| Platz | Athlet           | Land | Zeit (min)   |
| ----- | ---------------- | ---- | ------------ |
| 1     | Juri Borsakowski | RUS  | 1:44,49      |
| 2     | Johan Botha      | RSA  | 1:46,42      |
| 3     | André Bucher     | SUI  | 1:46,46      |
| 4     | David Lelei      | KEN  | 1:46,88      |
| 5     | Glody Dube       | BOT  | 1:46,90 (NR) |
| 6     | Paweł Czapiewski | POL  | 1:50,51      |

Datum: 11. März, 17:00 Uhr

### 1500 m
| Platz | Athlet          | Land | Zeit (min) |
| ----- | --------------- | ---- | ---------- |
| 1     | Rui Silva       | POR  | 3:51,06    |
| 2     | Reyes Estévez   | ESP  | 3:51,25    |
| 3     | Noah Ngeny      | KEN  | 3:51,63    |
| 4     | Laban Rotich    | KEN  | 3:51,71    |
| 5     | Adil Kaouch     | MAR  | 3:51,91    |
| 6     | Seneca Lassiter | USA  | 3:52,39    |
| 7     | Hailu Mekonnen  | ETH  | 3:52,72    |
| 8     | Julius Achon    | UGA  | 3:53,03    |

Datum: 10. März, 17:05 Uhr

### 3000 m
| Platz | Athlet             | Land | Zeit (min)   |
| ----- | ------------------ | ---- | ------------ |
| 1     | Hicham El Guerrouj | MAR  | 7:37,74      |
| 2     | Mohammed Mourhit   | BEL  | 7:38,94 (NR) |
| 3     | Alberto García     | ESP  | 7:39,96 (PB) |
| 4     | John Mayock        | GBR  | 7:44,08      |
| 5     | Million Wolde      | ETH  | 7:44,54      |
| 6     | Bernard Lagat      | KEN  | 7:45,52      |
| 7     | Mark Carroll       | IRL  | 7:46,79      |
| 8     | Craig Mottram      | AUS  | 7:48,34 (AR) |

Datum: 11. März, 15:35 Uhr

### 60 m Hürden
| Platz | Athlet             | Land | Zeit (s) |
| ----- | ------------------ | ---- | -------- |
| 1     | Terrence Trammell  | USA  | 07,51    |
| 2     | Anier García       | CUB  | 07,54    |
| 3     | Shaun Bownes       | RSA  | 07,55    |
| 4     | Robert Kronberg    | SWE  | 07,57    |
| 5     | Yoel Hernández     | CUB  | 07,58    |
| 6     | Elmar Lichtenegger | AUT  | 07,65    |
| 7     | Dudley Dorival     | HAI  | 07,73    |
| 8     | Staņislavs Olijars | LAT  | 12,77    |

Datum: 9. März, 19:00 Uhr

### 4 × 400 m Staffel
| Platz | Land                   | Athleten                                                                     | Zeit (min)   |
| ----- | ---------------------- | ---------------------------------------------------------------------------- | ------------ |
| 1     | Polen                  | Piotr Rysiukiewicz Piotr Haczek Jacek Bocian Robert Maćkowiak                | 3:04,47 (WL) |
| 2     | Russland               | Alexander Ladeischtschikow Ruslan Maschtschenko Boris Gorban Andrei Semjonow | 3:04,82 (NR) |
| 3     | Jamaika                | Michael McDonald Davian Clarke Michael Blackwood Danny McFarlane             | 3:05,45      |
| 4     | Vereinigtes Königreich | Mark Hylton Du’aine Ladejo Matthew Elias Daniel Caines                       | 3:09,21      |
| 5     | Nigeria                | Jude Monye Fidelis Gadzama Sunday Bada Enefiok Udo-Obong                     | 3:16,53      |
|       | Vereinigte Staaten     | Milton Campbell Lennard Byrd Trinity Gray Jerome Young                       | DQ           |

Datum: 11. März, 18:40 Uhr
Die US-Stafette belegte mit einer Zeit von 3:04,64 min den zweiten Platz, wurde aber nachträglich disqualifiziert, als 2003 sämtliche Resultate von Jerome Young zwischen dem Juni 1999 und dem Juni 2001 wegen eines Dopingvergehens annulliert wurden.

### Hochsprung
| Platz | Athlet             | Land | Höhe (m) |
| ----- | ------------------ | ---- | -------- |
| 1     | Stefan Holm        | SWE  | 2,32     |
| 2     | Andrij Sokolowskyj | UKR  | 2,29     |
| 3     | Staffan Strand     | SWE  | 2,29     |
| 4     | Nathan Leeper      | USA  | 2,29     |
| 5     | Javier Sotomayor   | CUB  | 2,25     |
| 5     | Martin Buß         | GER  | 2,25     |
| 7     | Jaroslaw Rybakow   | RUS  | 2,25     |
| 8     | Serhij Dymtschenko | UKR  | 2,25     |

Datum: 11. März, 15:00 Uhr

### Stabhochsprung
| Platz | Athlet             | Land | Höhe (m)  |
| ----- | ------------------ | ---- | --------- |
| 1     | Lawrence Johnson   | USA  | 5,95      |
| 2     | Tye Harvey         | USA  | 5,90      |
| 3     | Romain Mesnil      | FRA  | 5,85      |
| 4     | Alexander Awerbuch | ISR  | 5,70      |
| 5     | Pawel Gerassimow   | RUS  | 5,70 (PB) |
| 6     | Montxu Miranda     | ESP  | 5,70      |
| 7     | Okkert Brits       | RSA  | 5,60      |
| 8     | Štěpán Janáček     | CZE  | 5,60      |

Datum: 10. März, 15:15 Uhr

### Weitsprung
| Platz | Athlet                  | Land | Weite (m) |
| ----- | ----------------------- | ---- | --------- |
| 1     | Iván Pedroso            | CUB  | 8,43 (WL) |
| 2     | Kareem Streete-Thompson | CAY  | 8,16 (NR) |
| 3     | Carlos Calado           | POR  | 8,16 (NR) |
| 4     | Peter Burge             | AUS  | 8,11 (AR) |
| 5     | Melvin Lister           | USA  | 8,10      |
| 6     | Kevin Dilworth          | USA  | 7,97      |
| 7     | Wladimir Maljawin       | RUS  | 7,94      |
| 8     | Witali Schkurlatow      | RUS  | 7,80      |

Datum: 11. März, 16:30 Uhr

### Dreisprung
| Platz | Athlet              | Land | Weite (m)  |
| ----- | ------------------- | ---- | ---------- |
| 1     | Paolo Camossi       | ITA  | 17,32 (NR) |
| 2     | Jonathan Edwards    | GBR  | 17,26      |
| 3     | Andrew Murphy       | AUS  | 17,20 (AR) |
| 4     | Charles Friedek     | GER  | 17,13      |
| 5     | Rostislaw Dimitrow  | BUL  | 16,91      |
| 6     | Fabrizio Donato     | ITA  | 16,77      |
| 7     | Michael Calvo       | CUB  | 16,75      |
| 8     | Aljaksandr Hlawazki | BLR  | 16,49      |

Datum: 9. März, 11:30 Uhr

### Kugelstoßen
| Platz | Athlet           | Land | Weite (m) |
| ----- | ---------------- | ---- | --------- |
| 1     | John Godina      | USA  | 20,82     |
| 2     | Adam Nelson      | USA  | 20,72     |
| 3     | Manuel Martínez  | ESP  | 20,67     |
| 4     | Timo Aaltonen    | FIN  | 20,24     |
| 5     | Paolo Dal Soglio | ITA  | 20,17     |
| 6     | Miroslav Menc    | CZE  | 20,08     |
| 7     | Milan Haborák    | SVK  | 20,05     |
| 8     | Jurij Bilonoh    | UKR  | 19,71     |

Datum: 9. März, 17:15 Uhr

### Siebenkampf
| Platz | Athlet              | Land | Punkte    |
| ----- | ------------------- | ---- | --------- |
| 1     | Roman Šebrle        | CZE  | 6420 (WL) |
| 2     | Jón Arnar Magnússon | ISL  | 6233      |
| 3     | Lew Lobodin         | RUS  | 6202      |
| 4     | Stephen Moore       | USA  | 6132 (PB) |
| 5     | Erki Nool           | EST  | 6074      |
| 6     | Oleksandr Jurkow    | UKR  | 6059      |
| 7     | Mário Aníbal        | POR  | 5867      |

Datum: 10./11. März
Der Siebenkampf bestand aus 60-Meter-Lauf, Weitsprung, Kugelstoßen, Hochsprung, 60-Meter-Hürdenlauf, Stabhochsprung und 1000-Meter-Lauf.

## Frauen

### 60 m
| Platz | Athletin          | Land | Zeit (s)  |
| ----- | ----------------- | ---- | --------- |
| 1     | Chandra Sturrup   | BAH  | 7,05 (PB) |
| 2     | Angela Williams   | USA  | 7,09 (PB) |
| 3     | Chryste Gaines    | USA  | 7,12 (PB) |
| 4     | Savatheda Fynes   | BAH  | 7,15      |
| 5     | Mercy Nku         | NGR  | 7,15      |
| 6     | Petja Pendarewa   | BUL  | 7,16      |
| 7     | Li Xuemei         | CHN  | 7,20      |
| 8     | Endurance Ojokolo | NGR  | 7,23      |

Datum: 11. März, 17:55 Uhr

### 200 m
| Platz | Athletin              | Land | Zeit (s)   |
| ----- | --------------------- | ---- | ---------- |
| 1     | Juliet Campbell       | JAM  | 22,64 (WL) |
| 2     | LaTasha Jenkins       | USA  | 22,96 (PB) |
| 3     | Natallja Safronnikawa | BLR  | 23,17      |
| 4     | Susanthika Jayasinghe | SRI  | 23,24      |
| 5     | Muriel Hurtis         | FRA  | 23,63      |
| 6     | Alenka Bikar          | SLO  | 23,74      |

Datum: 10. März, 17:45 Uhr

### 400 m
| Platz | Athletin         | Land | Zeit (s) |
| ----- | ---------------- | ---- | -------- |
| 1     | Sandie Richards  | JAM  | 51,04    |
| 2     | Olga Kotljarowa  | RUS  | 51,56    |
| 3     | Olesja Sykina    | RUS  | 51,71    |
| 4     | Kaltouma Nadjina | CHA  | 52,49    |
| 5     | Monique Hennagan | USA  | 52,83    |
| 6     | Suziann Reid     | USA  | 71,50    |

Datum: 11. März, 15:15 Uhr

### 800 m
| Platz | Athletin               | Land | Zeit (min) |
| ----- | ---------------------- | ---- | ---------- |
| 1     | Maria de Lurdes Mutola | MOZ  | 1:59,74    |
| 2     | Stephanie Graf         | AUT  | 1:59,78    |
| 3     | Helena Fuchsová        | CZE  | 2:01,18    |
| 4     | Lwiza Msyani John      | TAN  | 2:01,76    |
| 5     | Jelena Afanassjewa     | RUS  | 2:02,17    |
| 6     | Jolanda Čeplak         | SLO  | 2:02,67    |

Datum: 11. März, 16:40 Uhr

### 1500 m
| Platz | Athletin          | Land | Zeit (min) |
| ----- | ----------------- | ---- | ---------- |
| 1     | Hasna Benhassi    | MAR  | 4:10,83    |
| 2     | Violeta Szekely   | ROU  | 4:11,17    |
| 3     | Natalja Gorelowa  | RUS  | 4:11,74    |
| 4     | Carla Sacramento  | POR  | 4:11,76    |
| 5     | Daniela Jordanowa | BUL  | 4:12,79    |
| 6     | Alesja Turawa     | BLR  | 4:13,67    |
| 7     | Nuria Fernández   | ESP  | 4:15,37    |
| 8     | Helena Javornik   | SLO  | 4:15,76    |

Datum: 11. März, 15:50 Uhr

### 3000 m
| Platz | Athletin             | Land | Zeit (min)   |
| ----- | -------------------- | ---- | ------------ |
| 1     | Olga Jegorowa        | RUS  | 8:37,48 (NR) |
| 2     | Gabriela Szabo       | ROU  | 8:39,65      |
| 3     | Jelena Sadoroschnaja | RUS  | 8:40,15 (PB) |
| 4     | Marta Domínguez      | ESP  | 8:40,98 (NR) |
| 5     | Dong Yanmei          | CHN  | 8:41,34 (AR) |
| 6     | Benita Willis        | AUS  | 8:42,75 (AR) |
| 7     | Sonia O’Sullivan     | IRL  | 8:44,37 (NR) |
| 8     | Hayley Tullett       | GBR  | 8:45,36 (PB) |

Datum: 10. März, 17:20 Uhr

### 60 m Hürden
| Platz | Athletin              | Land | Zeit (s)  |
| ----- | --------------------- | ---- | --------- |
| 1     | Anjanette Kirkland    | USA  | 7,85 (PB) |
| 2     | Michelle Freeman      | JAM  | 7,92      |
| 3     | Nicole Ramalalanirina | FRA  | 7,96      |
| 4     | Olga Schischigina     | KAZ  | 7,96      |
| 5     | Swetlana Lauchowa     | RUS  | 7,99      |
| 6     | Linda Ferga           | FRA  | 8,06      |
| 7     | Bisa Grant            | USA  | 8,09      |
| 8     | Lacena Golding-Clarke | JAM  | 8,24      |

Datum: 9. März, 18:40 Uhr

### 4 × 400 m Staffel
| Platz | Land               | Athletinnen                                                      | Zeit (min)   |
| ----- | ------------------ | ---------------------------------------------------------------- | ------------ |
| 1     | Russland           | Julija Nosowa Olesja Sykina Julija Sotnikowa Olga Kotljarowa     | 3:30,00 (WL) |
| 2     | Jamaika            | Charmaine Howell Juliet Campbell Catherine Scott Sandie Richards | 3:30,79      |
| 3     | Deutschland        | Claudia Marx Birgit Rockmeier Florence Ekpo-Umoh Shanta Ghosh    | 3:31,00      |
|       | Vereinigte Staaten | Monique Hennagan Donna Howard Kelli White Tasha Downing          | DQ           |

Datum: 11. März, 18:15 Uhr
Die US-Stafette, die auf dem vierten Platz in einer Zeit von 3:32,76 min einlief, wurde nachträglich disqualifiziert, als alle Ergebnisse von Kelli White seit dem 12. Dezember 2000 wegen Dopings annulliert wurden.

### Hochsprung
| Platz | Athletin             | Land | Höhe (m)  |
| ----- | -------------------- | ---- | --------- |
| 1     | Kajsa Bergqvist      | SWE  | 2,00 (WL) |
| 2     | Inha Babakowa        | UKR  | 2,00 (WL) |
| 3     | Wenelina Wenewa      | BUL  | 1,96      |
| 4     | Amy Acuff            | USA  | 1,96 (PB) |
| 5     | Dóra Győrffy         | HUN  | 1,93      |
| 5     | Wita Palamar         | UKR  | 1,93      |
| 7     | Ruth Beitia          | ESP  | 1,93      |
| 8     | Monica Iagăr-Dinescu | ROU  | 1,93      |

Datum: 9. März, 16:20 Uhr

### Stabhochsprung
| Platz | Athletin             | Land | Höhe (m)  |
| ----- | -------------------- | ---- | --------- |
| 1     | Pavla Hamáčková      | CZE  | 4,56 (CR) |
| 2     | Swetlana Feofanowa   | RUS  | 4,51      |
| 2     | Kellie Suttle        | USA  | 4,51      |
| 4     | Stacy Dragila        | USA  | 4,51      |
| 5     | Tanja Kolewa         | BUL  | 4,35      |
| 6     | Yvonne Buschbaum     | GER  | 4,25      |
| 7     | Jelena Issinbajewa   | RUS  | 4,25      |
|       | Anschela Balachonowa | UKR  | NM        |

Datum: 9. März, 16:30 Uhr

### Weitsprung
| Platz | Athletin           | Land | Weite (m) |
| ----- | ------------------ | ---- | --------- |
| 1     | Dawn Burrell       | USA  | 7,03 (WL) |
| 2     | Tatjana Kotowa     | RUS  | 6,98      |
| 3     | Niurka Montalvo    | ESP  | 6,88 (NR) |
| 4     | Fiona May          | ITA  | 6,87      |
| 5     | Heike Drechsler    | GER  | 6,75      |
| 6     | Ljudmila Galkina   | RUS  | 6,71      |
| 7     | Guan Yingnan       | CHN  | 6,59      |
| 8     | Valentīna Gotovska | LAT  | 6,46      |

Datum: 10. März, 15:45 Uhr

### Dreisprung
| Platz | Athletin         | Land | Weite (m)  |
| ----- | ---------------- | ---- | ---------- |
| 1     | Teresa Marinowa  | BUL  | 14,91 (PB) |
| 2     | Tatjana Lebedewa | RUS  | 14,85      |
| 3     | Tiombe Hurd      | USA  | 14,19 (PB) |
| 4     | Olga Bolşov      | MDA  | 14,17 (NR) |
| 5     | Oxana Rogowa     | RUS  | 14,17      |
| 6     | Cristina Nicolau | ROU  | 14,05      |
| 7     | Anja Valant      | SLO  | 13,84      |
| 8     | Adelina Gavrilă  | ROU  | 13,77      |

Datum: 11. März, 14:00 Uhr

### Kugelstoßen
| Platz | Athletin            | Land | Weite (m)  |
| ----- | ------------------- | ---- | ---------- |
| 1     | Larissa Peleschenko | RUS  | 19,84      |
| 2     | Nadseja Astaptschuk | BLR  | 19,24 (PB) |
| 3     | Swetlana Kriweljowa | RUS  | 19,18      |
| 4     | Nadine Kleinert     | GER  | 18,87      |
| 5     | Yumileidi Cumbá     | CUB  | 18,61      |
| 6     | Katarzyna Żakowicz  | POL  | 18,59 (PB) |
| 7     | Cheng Xiaoyan       | CHN  | 18,22      |
| 8     | Krystyna Zabawska   | POL  | 18,12      |

Datum: 10. März, 16:15 Uhr

### Fünfkampf
| Platz | Athletin                   | Land | Punkte    |
| ----- | -------------------------- | ---- | --------- |
| 1     | Natallja Sasanowitsch      | BLR  | 4850 (CR) |
| 2     | Jelena Prochorowa          | RUS  | 4711 (PB) |
| 3     | Karin Ertl                 | GER  | 4678 (PB) |
| 4     | Natalja Roschtschupkina    | RUS  | 4664 (PB) |
| 5     | Sabine Braun               | GER  | 4646      |
| 6     | Anzhela Atroshchenko-Kinet | TUR  | 4558      |
| 7     | Līga Kļaviņa               | LAT  | 4334      |
| 8     | Urszula Włodarczyk         | POL  | 3434      |

Datum: 9. März
Der Fünfkampf bestand aus 60-Meter-Hürdenlauf, Hochsprung, Kugelstoßen, Weitsprung und 800-Meter-Lauf.

## Erklärungen
- WMR: Weltmeisterschaftsrekord
- AR: Kontinentalrekord
- NR: nationaler Rekord
- WL: Weltjahresbestleistung
- PB: persönliche Bestleistung

## Medaillenspiegel
| Medaillenspiegel |                        |      |        |        |        |
| Platz            | Land                   | Gold | Silber | Bronze | Gesamt |
| 1                | Vereinigte Staaten     | 7    | 7      | 2      | 16     |
| 2                | Russland               | 4    | 6      | 5      | 15     |
| 3                | Jamaika                | 2    | 2      | 2      | 6      |
| 4                | Tschechien             | 2    | –      | 1      | 3      |
|                  | Schweden               | 2    | –      | 1      | 3      |
| 6                | Marokko                | 2    | –      | –      | 2      |
| 7                | Vereinigtes Königreich | 1    | 2      | 1      | 4      |
| 8                | Belarus                | 1    | 1      | 1      | 3      |
| 9                | Kuba                   | 1    | 1      | –      | 2      |
| 10               | Bulgarien              | 1    | –      | 1      | 2      |
|                  | Portugal               | 1    | –      | 1      | 2      |
| 12               | Bahamas                | 1    | –      | –      | 1      |
|                  | Italien                | 1    | –      | –      | 1      |
|                  | Mosambik               | 1    | –      | –      | 1      |
|                  | Polen                  | 1    | –      | –      | 1      |
| 16               | Rumänien               | –    | 2      | –      | 2      |
|                  | Ukraine                | –    | 2      | –      | 2      |
| 18               | Spanien                | –    | 1      | 3      | 4      |
| 19               | Südafrika              | –    | 1      | 1      | 2      |
| 20               | Belgien                | –    | 1      | –      | 1      |
|                  | Island                 | –    | 1      | –      | 1      |
|                  | Cayman Islands         | –    | 1      | –      | 1      |
|                  | Österreich             | –    | 1      | –      | 1      |
| 24               | Deutschland            | –    | –      | 2      | 2      |
|                  | Frankreich             | –    | –      | 2      | 2      |
| 26               | Australien             | –    | –      | 1      | 1      |
|                  | Kenia                  | –    | –      | 1      | 1      |
|                  | Niederlande            | –    | –      | 1      | 1      |
|                  | Schweiz                | –    | –      | 1      | 1      |